# داني هاريسون
داني هاريسون (بالإنجليزية: Danny Harrison)‏ (4 نوفمبر 1982 بليفربول في المملكة المتحدة - ) هو لاعب كرة قدم بريطاني في مركز الوسط. لعب مع نادي ترانمير روفرز لكرة القدم ونادي روذرهام يونايتد ونادي كوناهس كواي وChester F.C. ‏.

## وصلات خارجية
- داني هاريسون على موقع قاعدة بيانات كرة القدم.إي يو (الإنجليزية)
- داني هاريسون على موقع Soccerbase.com (لاعب) (الإنجليزية)